# 曾敏豪
曾敏豪（1988年6月15日—），台灣男子羽毛球選手。

## 簡歷
2012年8月，曾敏豪與賴佳玟合作打進新加坡國際系列賽混雙決賽，最後奪得冠軍。
2015年7月，曾敏豪代表中華台北（國立嘉義大學）出戰韓國光州市舉行的世界大學生運動會羽毛球比賽，與謝沛蓁合作贏得混合雙打銅牌。
2017年8月， 曾敏豪參加苏格兰格拉斯哥舉行的世界羽毛球錦標賽，他和胡綾芳出戰混合双打項目。首圈以2比0 （21-9、21-11）横扫埃及的艾哈迈德·萨拉赫/门纳·埃尔坦纳尼。但在第二圈中，面对赛会3号种子、印尼强档的通托维·艾哈迈德/利利亚纳·纳西尔以0比2 （13-21、11-21）不敌对手，32强止步。

## 主要比賽成績
只列出曾進入準決賽的國際賽事成績：
| 年份   | 賽事                     | 公開賽級別 | 項目     | 搭檔   | 成績   |
| ------ | ------------------------ | ---------- | -------- | ------ | ------ |
| 2010年 | 高雄羽球國際挑戰賽       | 國際挑戰賽 | 男子雙打 | 蘇義能 | 準決賽 |
| 2010年 | 高雄羽球國際挑戰賽       | 國際挑戰賽 | 混合雙打 | 張馨云 | 亞軍   |
| 2012年 | 新加坡羽毛球國際系列賽   | 國際系列賽 | 混合雙打 | 賴佳玟 | 冠軍   |
| 2013年 | 越南羽毛球國際挑戰賽     | 國際挑戰賽 | 男子雙打 | 盧敬堯 | 準決賽 |
| 2013年 | 泰國羽毛球黃金大獎賽     | 黃金大獎賽 | 混合雙打 | 程文欣 | 準決賽 |
| 2014年 | 加拿大羽毛球大獎賽       | 大獎賽     | 男子雙打 | 廖敏竣 | 亞軍   |
| 2014年 | 美國羽毛球黃金大獎賽     | 黃金大獎賽 | 男子雙打 | 廖敏竣 | 準決賽 |
| 2014年 | 亞洲運動會羽毛球比賽     | 其他       | 男子團體 | －     | 銅牌   |
| 2014年 | 韓國羽毛球大獎賽         | 大獎賽     | 混合雙打 | 賴佳玟 | 準決賽 |
| 2015年 | 中國羽毛球大師賽         | 黃金大獎賽 | 男子雙打 | 廖敏竣 | 準決賽 |
| 2015年 | 世界大學運動會羽毛球比賽 | 其他       | 混合雙打 | 謝沛蓁 | 銅牌   |
| 2016年 | 越南羽毛球大獎賽         | 大獎賽     | 混合雙打 | 謝佩珊 | 準決賽 |
| 2017年 | 波蘭羽毛球公開賽         | 國際挑戰賽 | 男子雙打 | 劉韋辰 | 準決賽 |
| 2017年 | 波蘭羽毛球公開賽         | 國際挑戰賽 | 混合雙打 | 胡綾芳 | 亞軍   |
| 2017年 | 奧爾良羽毛球國際挑戰賽   | 國際挑戰賽 | 混合雙打 | 胡綾芳 | 準決賽 |
| 2017年 | 芬蘭羽毛球公開賽         | 國際挑戰賽 | 混合雙打 | 胡綾芳 | 冠軍   |
| 2018年 | 越南羽毛球公開賽         | 超級100賽  | 男子雙打 | 林上凱 | 準決賽 |
| 2018年 | 比利時羽毛球國際賽       | 國際挑戰賽 | 男子雙打 | 林上凱 | 準決賽 |
| 2018年 | 波蘭羽毛球國際賽         | 國際系列賽 | 男子雙打 | 林上凱 | 冠軍   |
| 2018年 | 馬來西亞羽毛球國際系列賽 | 國際系列賽 | 男子雙打 | 林上凱 | 亞軍   |
| 2020年 | 奧地利羽毛球公開賽       | 國際挑戰賽 | 混合雙打 | 謝沛珊 | 準決賽 |
| 2020年 | 斯洛伐克羽毛球公開賽     | 未來系列賽 | 男子雙打 | 林上凱 | 冠軍   |
| 2020年 | 斯洛伐克羽毛球公開賽     | 未來系列賽 | 混合雙打 | 謝沛珊 | 亞軍   |
| 2023年 | 台北羽毛球公開賽         | 超級300賽  | 混合雙打 | 謝沛珊 | 準決賽 |
| 2025年 | 新加坡羽毛球國際挑戰賽   | 國際挑戰賽 | 男子雙打 | 陳柏元 | 準決賽 |

| 2007-2017年 | 首要超級賽 | 超級賽 | 黃金大獎賽 | 大獎賽 | 國際挑戰賽 | 國際系列賽 | 未來系列賽 | 其他 |

| 2018-2026年 | 總決賽 | 超級1000賽 | 超級750賽 | 超級500賽 | 超級300賽 | 超級100賽 | 國際挑戰賽 | 國際系列賽 | 未來系列賽 | 其他 |

### 奧運會和世錦賽參賽紀錄
|          | 搭檔   | 2017 | 2018 | 2019 |
| -------- | ------ | ---- | ---- | ---- |
| 男子雙打 | 林上凱 | 32強 | －   | 32強 |
|          |        |      |      |      |
| 混合雙打 | 胡綾芳 | 32強 | －   | －   |